# Septoria conspicua
Septoria conspicua är en svampart som beskrevs av Ellis & G. Martin 1887. Septoria conspicua ingår i släktet Septoria och familjen Mycosphaerellaceae.   Inga underarter finns listade i Catalogue of Life.